# Bobby April
Robert April Jr., detto Bobby (New Orleans, 15 aprile 1953), è un ex giocatore di football americano e allenatore di football americano statunitense degli Oakland Raiders della National Football League (NFL). Al college giocò a football alla Nicholls State Colonels University.

## Carriera come allenatore
April iniziò la sua carriera come allenatore nella NFL con gli Atlanta Falcons come allenatore dei tight end e dello Special Team. Poi nel 1992 venne promosso come secondo assistente allenatore.
Nel 1994 passò ai Pittsburgh Steelers come allenatore dello Special Team fino al 1995.
Nel 1996 firmò coi New Orleans Saints con lo stesso ruolo fino al 1999.
Nel 2001 passò ai St. Louis Rams come coordinatore dello Special Team fino al 2003.
Nel 2004 firmò con i Buffalo Bills per lo stesso ruolo e anche come assistente del capo-allenatore fino al 2009.
Nel 2010 passò ai Philadelphia Eagles solo come coordinatore dello Special Team.
Il 19 gennaio 2013 firmò con gli Oakland Raiders per il medesimo ruolo. Il 14 gennaio gli venne rinnovato il contratto per un altro anno.

## Vita familiare
April è sposato con Charlene e hanno 5 figli.

## Vittorie e premi
Nessuno